# 少女Beat
《少女Beat》是美國碧日傳媒出版的日本少女漫畫月刊，於2005年6月發行創刊號（2005年7月號），是同社漫畫雜誌《少年Jump》（美國版的《週刊少年Jump》）的姊妹刊物。雜誌每期連載6部漫畫作品，並收錄有日本文化、漫畫、動畫、時尚和美女的相關文章。《少女Beat》經過兩次改版，是美國漫畫雜誌採用日本漫畫雜誌常見的青色和洋紅色色系印刷的首例。碧日傳媒也推出了與該雜誌同名的女性向漫畫、輕小說和動畫品牌。
該雜誌的主要讀者群為13至19歲的女性，創刊號的發行量為2萬份。到了2007年，《少女Beat》平均每期都有3萬8千份的發行量，其中有一半是訂戶訂閱而非店鋪零售。雜誌創刊以來銷量不俗，並且獲得評論家的優良評價，連載漫畫的同時也刊登介紹日本文化的文章這點尤其受到讚賞，但也有評論認為早期期數的文章既無聊品質又差。2009年5月，碧日傳媒宣布該雜誌停刊，2009年7月號是最後一期，不過同名動漫品牌仍會經營下去。愛好者們對此停刊消息感到失落。有評論指出，《少女Beat》的結束恐怕會讓女性漫迷沒有專門的雜誌可看。

## 出版史
2005年2月初，美國碧日傳媒宣布他們將推出新的日本漫畫月刊《少女Beat》，同時也是同社雜誌《少年Jump》（美國版的《週刊少年Jump》）的姊妹刊物。《少女Beat》的創刊號收錄有6篇漫畫：《紅色HERO》、《光之風》、《天才寶貝》、《毒藥伯爵》、《NANA》和《絕對達令》。6篇漫畫中，集英社漫畫、小學館漫畫和白泉社漫畫各占了2篇。碧日傳媒先於2005年4月底免費發行試閱版。雜誌的創刊號（2005年7月號）於2005年6月正式出版，封面角色為《NANA》的女主角之一小松奈奈。雜誌每期的內容約有250至300頁，零售價格為5.99美元。
該雜誌的總編輯一開始由Yumi Hoashi擔任。2006年1月，Hoashi退出了碧日傳媒，由馬克·魏登鮑姆接手雜誌總編。此後魏登鮑姆一直擔任總編，直到2009年2月13日碧日傳媒宣布他已經離開公司為止。雖然如此，到了2009年5月號，魏登鮑姆的名字依舊留在雜誌上的總編欄位。2009年6月號開始，成田兵衛的名字取代了魏登鮑姆。
該雜誌的吉祥物是大熊猫「Moko」，牠於2005年10月號首度亮相，但名字是到了2006年7月號才公布。碧日傳媒之後幫牠開設了Myspace帳號。2007年7月號推出了新的吉祥物「Beat Girl」擔任雜誌的代言人，出現在每期的「小編的話」（Editor's Letter）單元，每次的畫師都不一樣。第三個吉祥物「Hoshiko」的外觀是星形，於2008年3月號登場，設定上是Moko的朋友。
從創刊1週年紀念號（2006年7月號）開始，《少女Beat》從原本的黑白引刷改成青色和洋紅色印刷。雖然是模仿日本漫畫雜誌的習慣，但這在北美漫畫雜誌可說是前所未見。2007年1月號又進行了一次改版，改版內容包含增加更多鮮活的配色和字型，同時引入一個新的專欄「女英雄」（Girl Hero），由編輯部選出行善且無私的女性進行報導，以達到激勵讀者的正面影響。既有的專欄也得到了擴增。
2009年5月，碧日傳媒停止受理新的訂閱雜誌請求，並宣布2009年6月16日發行的2009年7月號將是雜誌的最後一期。原《少女Beat》訂戶將移轉至《少年Jump》，並獲得一份免費的《少年Jump》2009年8月號，當中附有一封信，告知原訂戶有關訂閱移轉的事情，同時表示如有需要也可以選擇退訂及申請退還訂閱未履行部分的費用。碧日傳媒在新聞稿中表示，雜誌停刊的背後原因是「經濟困難」。

## 內容
《少女Beat》的內容以日本漫畫為主，此外也包含編者的話、日本漫畫相關新聞、碧日傳媒旗下品牌「少女Beat」出版的漫畫單行本內容搶先看，以及關於日本文化、日本當今潮流、時尚和美女的文章，偶爾也會出現與日本漫畫相關的短篇小說。雜誌後面的章節則收錄了粉絲相關的內容，有粉絲繪圖、讀者來信、日本漫畫課程，以及Cosplay的教學和優秀作品展示。該雜誌的官網收錄有更多文章，並供人下載一些裝飾物來打扮雜誌上的吉祥物Moko，以及閱覽「少女Beat」品牌漫畫的搶先看內容。

### 漫畫連載
《少女Beat》每期收錄6篇由碧日傳媒取得授權並翻譯成英文的日本漫畫，從創刊到停刊為止，該雜誌共連載了14篇作品，其中有8篇的連載在停刊前就已經結束，讓其他漫畫頂替；只有4篇是在全部內容連載完畢後才下檔。《少女Beat》連載的每一部作品都會由碧日傳媒旗下的同名出版品牌「少女Beat」發行单行本，模仿日本漫畫的發行套路；連載到一半就下檔的作品也會透過此管道繼續出刊。碧日傳媒表示，他們會定期替換連載陣容，確保雜誌保有一定的新鮮感，同時也讓單行本的出書速度可以更快。
|  | 表示至停刊時仍在連載中 |

| 作品名稱（中文）       | 作品名稱（英文） | 作者（作畫） | 連載開始     | 連載結束    | 備註       |
| ---------------------- | ---------------- | ------------ | ------------ | ----------- | ---------- |
| 《紅色HERO》           |                  | 高梨三葉     | 2005年7月號  | 2009年7月號 | 未完整刊載 |
| 《光之風》             |                  | 渡邊多惠子   | 2005年7月號  | 2006年9月號 | 未完整刊載 |
| 《天才寶貝》           |                  | 羅川真里茂   | 2005年7月號  | 2007年9月號 | 未完整刊載 |
| 《毒藥伯爵》           |                  | 由貴香織里   | 2005年7月號  | 2006年6月號 | 未完整刊載 |
| 《NANA》               |                  | 矢澤愛       | 2005年7月號  | 2007年8月號 | 未完整刊載 |
| 《絕對達令》           |                  | 渡瀨悠宇     | 2005年7月號  | 2008年3月號 |            |
| 《吸血鬼騎士》         |                  | 樋野茉理     | 2006年7月號  | 2009年7月號 | 未完整刊載 |
| 《頂尖歌舞伎王子》     |                  | 櫻小路鹿乃子 | 2006年10月號 | 2007年3月號 |            |
| 《奇幻煌煌堂》         |                  | 水都明亞     | 2007年4月號  | 2007年7月號 |            |
| 《砂時計》             |                  | 蘆原妃名子   | 2007年8月號  | 2009年7月號 | 未完整刊載 |
| 《蜂蜜與四葉草》       |                  | 羽海野千花   | 2007年9月號  | 2009年7月號 | 未完整刊載 |
| 《遙遠時空～八葉抄～》 |                  | 水野十子     | 2007年10月號 | 2009年7月號 | 未完整刊載 |
| 《樂樂小惡魔》         |                  | 高田理惠     | 2008年4月號  | 2008年8月號 |            |
| 《Honey Hunt》         |                  | 相原實貴     | 2008年9月號  | 2009年7月號 | 未完整刊載 |

雜誌的2週年紀念號（2007年7月號）特別刊載了25頁的《寶馬王子》節選片段，該作品被公認為少女漫畫的先驅，此次為其首次在美國面世。

### 相關品牌
隨著《少女Beat》雜誌的誕生，碧日傳媒新成立了一個出版品牌「少女Beat」，專門出版在《少女Beat》雜誌上連載的漫畫及碧日取得授權的少女漫畫的單行本。另外，碧日傳媒也推出了「少女Beat小說」（Shojo Beat Fiction）叢書，出版少女漫畫的相關小說。由於雜誌的熱銷，碧日傳媒於2006年2月宣布新創「少女Beat家用媒體」（Shojo Beat Home Video）品牌，發行女性向的日本动画。該品牌發行的第一部作品是《尋找滿月》，同名原著漫畫也是由碧日傳媒代理。為了宣傳「少女Beat家用媒體」，碧日傳媒在《少女Beat》2006年6月號附贈《尋找滿月》動畫第1話的搶先看光碟。雖然雜誌本身已宣告停刊，不過碧日傳媒在2009年5月表示，以「少女Beat」為名的出版品牌會繼續經營下去。

## 發行量與讀者群
《少女Beat》創刊號的發行量為2萬份。2006年，該雜誌的平均發行量上升到3萬5千份，是相當不錯的成績，其中有41%是來自訂戶訂閱，其餘則經由雜誌攤和商店進行零售。到了2007年，平均發行量到達3萬8千份，訂戶占比也上升為51%。時任總編輯馬克·魏登鮑姆表示，雜誌單一期的銷量就超過了大多數少女漫畫單行本的單集銷量。《少女Beat》是刊載少女漫畫的雜誌，所有讀者中有91%是女性。雜誌內容面向年輕女性族群，根據統計，雜誌的主要讀者群年齡介於13至19歲，占全數的61%，而12至17歲者則占47%，18至34歲占45%。

## 迴響
2008年，《少女Beat》入圍日本動畫振興協會獎的「最佳出版物獎」，但輸給日本的《Newtype》。
IGN的潔西卡·查柏特給予《少女Beat》的創刊號嚴厲的批評。她認為該雜誌看起來、讀起來就像一本「嬉皮女雜誌」，並稱這期的封面是「用色花俏強烈、讓人偏頭痛，而且還用了泡泡字體的奇觀」。她批評雜誌的內容無趣乏味，並對碧日在連載作品上的選擇感到不滿意，表示：「感覺就好像碧日把他們拿來當備案的退稿作品通通拿出來，半騙半哄著想讓女性讀者群買單。我讀到的作品中，有90%不是畫工差勁透頂，就是劇情難看至極（兩者都是的更多就是了）。」《漫畫世界新聞》（Comic World News）的大衛·華許（David Welsh）有不同的看法，他認為雜誌收錄了幾篇不錯的作品，並表示就創刊號來說，《NANA》、《絕對達令》和《紅色HERO》是他心目中的前三名。《巫師》雜誌的創辦人之一兼前iComics.com評論家格雷格·麥克艾爾哈頓（Greg McElhatton）稱讚創刊號符合主流的外觀設計，表示這是聰明之舉，可以在視覺上向目標客群展示這是一本給少女看的雜誌，進而吸引她們。雖然認為其中2篇作品的開頭顯得乏力，但他還是表示本雜誌「有個不錯的開端」。
2007年，布麗姬·艾佛森（Brigid Alverson）在《出版者週刊》上撰文指出，日本的漫畫雜誌內容大多集中在漫畫上，可能看完一次就丟掉，而《少女Beat》不只新增了其他介紹日本文化的內容，挑選出來的多元漫畫陣容也成功切合美國讀者的胃口。雜誌停刊後，《出版者週刊》的海蒂·麥當勞表示，她觀察到粉絲們有個共同的行為模式：「大家都愛看，但沒有人肯掏錢」。她也指出，許多粉絲雖然表明自己沒有訂閱，但還是為雜誌的停刊感到難過。PopCultureShock的前資深漫畫編輯凱特琳·黛西（Katherine Dacey）評論道，《少女Beat》「優秀地將新故事、連載漫畫和文章融在一本雜誌裡」，並稱讚該雜誌給人一種「新潮、DIY的感覺」。《學校圖書館學報》的編輯組認為該雜誌是「獨一無二的」，而它的結束想必會使女性粉絲們這個不受正視的日漫讀者群感到失落。參與編輯組的艾佛森認為《少女Beat》的雜誌內容相當出色：「包含有智慧精華的文章，讓讀者們在對日本流行文化感到有興趣的同時，還不會變成怪胎。」與其他「充斥著無腦的名人故事或業配文章」的女性刊物形成強烈對比。。其他成員則認為雜誌收錄的時尚相關文章具有文化教育價值，且內容上各種体型的女性都有出現，穿著的時裝也相當經濟實惠。其中2名編輯對碧日傳媒決定放棄該雜誌的決定表示質疑，並懷疑碧日傳媒是否不切實際地奢望《少女Beat》能有與《少年Jump》相當的發行量。

## 備註
1. ↑  「Shojo」是日文「少女（shōjo）」的羅馬字。
2. ↑  《寶馬王子》有四種不同的版本，《少女Beat》此次刊載的版本為1953年開始連載的原版[32][33]。

## 外部連結
- 官方网站
- 少女Beat（漫畫）在動畫新聞網百科全書中的資料（英文）